# CJ Stone
CJ Stone właśc. Andreas Litterscheid – niemiecki didżej, producent muzyki elektronicznej oraz twórca remiksów takich artystów jak Culture Beat, Snap, Tiesto, Kyau & Albert czy Scooter.
Muzyką na poważnie zainteresował się mając dwanaście lat, kiedy zaczął tworzyć pierwsze miksy przy użyciu magnetofonów i kaset, z tego okresu wziął się jego pseudonim CJ – Cassette-Jockey. Od 1994 roku członek grupy producenckiej Bass Bumpers. Andreas Litterscheid zyskał sobie uznanie szerokiego grona fanów za sprawą takich utworów jak "Infinity", "Shining Star", "Into the Sea", "The Sun (Goes Down)" oraz "Don’t Look Back" które gościły na szczytach europejskich list przebojów muzyki dance. Brał udział w tworzeniu projektu Crazy Frog.

## Albumy
- 2010 In The Red Light

## Single
- 1998 "Pleasure E.P."
- 1999 "Working" / "Groovy Beat"
- 2000 "Infinity"
- 2001 "Into The Sea"
"Shining Star"
- 2002 "The Sun (Goes Down)"
- 2003 "Don't Look Back"
- 2004 "Shine"
- 2005 "Call My Name"
- 2006 "City Lights"
"Storm (Part One)"
- 2007 "Be Loved"
- 2008 "Fallen Star"
- 2011 "Mindful Thinking"
"Seven Ways To Love"
- 2012 "Feel Ur Love"
- 2013 "Stay 4Ever Young"
- 2014 "Feels Like Heaven"